# Pseudanisotarsus
Pseudanisotarsus crypticus es una  especie de coleóptero adéfago la familia Carabidae y el único miembro del género monotípico Pseudanisotarsus.